# Guy Aznar
Guy Aznar (24 de diciembre de 1934) es un investigador independiente francés especializado en prospectiva social y creatividad.

## Datos biográficos
Licenciado en derecho y economía, licenciado en psicología social por el Instituto de Psicología de París, fue el fundador en 1966 de 'Synapse', la primera estructura de creatividad francesa. En los primeros años de su carrera creó una profesión específica, la creación de marcas, que no existía antes (creación de Novamark en 1971). Y fue el primero en introducir las técnicas de creatividad en los estudios de motivación (Epsy: études projectives synapse).

### Creactividad y empresas
A lo largo de su ejercicio profesional ha enriquecido la práctica de la creatividad con diversas aportaciones. Por un lado, mediante el uso de técnicas proyectivas, técnicas de "ensoñación" y el uso intensivo de modos gráficos de expresión. Se ha interesado especialmente por una reflexión sobre el mecanismo creativo y, en particular, más allá de las técnicas clásicas del tipo 'brainstorming', por experimentar con métodos que faciliten la expresión imaginaria y el desarrollo de la intuición sensible, ampliados por métodos que faciliten la "emergencia" de ideas realistas.
Su principal modo de intervención en las empresas ha sido la creación de células de creatividad permanentes, el desarrollo de programas de formación en creatividad y la formación de facilitadores internos. Ha trabajado para empresas del sector de bienes de consumo, del sector de servicios y del sector tecnológico.

### Trabajo y ecología
- En los años 80 y 90, en varios libros, propuso diferentes fórmulas para la reducción legal del tiempo de trabajo, para el trabajo a tiempo parcial y la reducción del desempleo, en una perspectiva cercana a la de André Gorz.
- Colaboró con el Ministerio de Trabajo Francés en el 'tiempo de trabajo' y realizó numerosas investigaciones prospectivas sobre este tema (incluida una serie de películas emitidas en el 5º canal).
- Se interesó por la innovación en el campo del medio ambiente (fue presidente de la asociación Amigos de la Tierra) y desarrolló un proyecto de "Eco Maison" (casa autónoma productora de alimentos).

### Actividades asociativas
Actualmente es
- Presidente de honor de 'Créa France', asociación francesa para el desarrollo de la creatividad;
- Presidente de 'Créa Université', asociación que, en colaboración con la Universidad de París V Descartes, ha creado el primer certificado universitario de formación en creatividad en Francia.

## Publicaciones

### En francés
- La créativité dans l'entreprise, Éditions d'Organisation, 1972
- Fiches d'animation créative des groupes : Un nouveau style d'animation, Éditions d’Organisation, coll. « E.O.-Formation permanente », 1975 ISBN 2708102966
- Tous à mi-temps ou le Scénario bleu, Le Seuil, 1981 ISBN 2020059967
- Travailler moins pour travailler tous, Syros, 1993 ISBN 2867389127[2]
- Emploi, la grande mutation, Hachette, 1998 ISBN 2012788904
- Idées : 100 techniques de créativité pour les produire et les gérer, Éditions d'Organisation, 2005 ISBN 270813356X
- La posture sensible dans le processus de création des idées, Éditions Créa Université, 2010 ISBN 978-1-4457-4251-9 avec Stéphane Ely
- The Sensitive Stance in the Production of Creative Ideas, Éditions Créa Université, 2011 ISBN 978-1446763780, avec Stéphane Ely

### En español
- La creatividad en la empresa. Oikos-Tau, 1992, ISBN 978-84-281-0747-1
- Hacia una economía plural. Un trabajo, una actividad, una renta para todos. Miraguano ediciones, 1999, ISBN 978-84-7813-185-3
- Trabajar menos para trabajar todos. Ediciones Hoac, 1994, ISBN 978-84-85121-53-3